# Witzwarte grondleguaan
De witzwarte grondleguaan of zwarte stekelstaartleguaan (Ctenosaura similis) is een grote hagedis uit de familie leguanen (Iguanidae).

## Naam en indeling
De wetenschappelijke naam van de soort werd voor het eerst voorgesteld door John Edward Gray in 1831. Oorspronkelijk werd de wetenschappelijke naam Iguana (Ctenosaura) Similis gebruikt.

## Ondersoorten
Er worden twee ondersoorten erkend, welke onderstaand zijn weergegeven met de auteur en het verspreidingsgebied.
| Naam                             | Auteur                 | Verspreidingsgebied |
| -------------------------------- | ---------------------- | --- |
| Ctenosaura similis multipunctata | Barbour & Shreve, 1934 | Belize, Costa Rica, El Salvador, Guatemala, Honduras, Mexico, Nicaragua, Panama, geïntroduceerd in Venezuela en de Verenigde Staten (Florida) |
| Ctenosaura similis similis       | Gray, 1831             | Providencia (typelocatie) |

## Uiterlijke kenmerken
De leguaan wordt maximaal 1,2 meter lang inclusief de staart die langer is dan het lichaam. De witzwarte grondleguaan heeft een forse kop, die erg dik en lang is en spits toeloopt. De staart heeft een lichte stekeltjeskam die doorloopt tot achter de nek en is twee keer zo lang als het lichaam en sterk gebandeerd. De basiskleur is groen met donkeromrande witte tot gele banden op de rug tussen de voor- en achterpoten, voornamelijk bij jonge dieren want naarmate ze ouder worden vervagen de kleuren naar grijs en zwart. De trommelvliezen zijn meestal bruin tot oranje gekleurd en goed te zien. Deze soort lijkt sterk op de zwarte leguaan (Ctenosaura pectinata), en is ervan te onderscheiden doordat de stekeltjeskam tussen de rug en staart bij de witzwarte grondleguaan iets onderbroken is, en met name doordat ze een veel sterkere bandering hebben van donkere en lichtere strepen; C. pectinata heeft meestal alleen donkere banden, maar bij oudere dieren is het zeer moeilijk te zien.

## Levenswijze
Zwarte leguanen graven holen in de bodem waar ze rusten en schuilen. De holen kunnen tot twee meter lang zijn en worden gegraven met behulp van de krachtige klauwen.
Het menu varieert naarmate de dieren ouder worden en bij oudere exemplaren zelfs per seizoen. Jonge zwarte leguanen eten voornamelijk kleine ongewervelden zoals insecten. Naarmate ze ouder worden gaan ze ook grotere prooien eten maar ook wordt steeds meer plantaardig materiaal gegeten. Oudere dieren eten in het regenseizoen vooral bladeren en in het droge seizoen worden vooral vruchten en bloemen gegeten.
Ook oude dieren maken echter veel prooien buit en naast insecten en spinnen worden ook gewervelde dieren gegeten zoals vleermuizen, knaagdieren, zeekrabben, kikkers, vogels en andere hagedissen en hun eieren. Kannibalisme werd ook waargenomen bij deze soort.
Belangrijke vijanden zijn roofvogels zoals kraaien en havikachtigen en verschillende slangen. De slangensoort Trimorphodon biscutatus jaagt voornamelijk op de jonge hagedissen terwijl de spitskoppython (Loxocemus bicolor) vooral de eieren van de hagedis opspoort. De witzwarte grondleguaan rent meestal weg bij gevaar maar kan in het nauw gedreven met de staart slaan en stevig bijten als het dier wordt vastgepakt.

## Voortplanting
De vrouwtjes zetten een keer per jaar eieren af. Een legsel bestaat meestal uit 20 tot 30 eieren, die worden afgezet in holletjes of onder boomwortels. Jonge vrouwtjes zetten minder eieren af (minimaal twaalf) terwijl oudere vrouwtjes tot 88 eieren kunnen produceren. De jongen zijn als ze uit het ei kruipen ongeveer 4,8 tot 5,8 centimeter lang exclusief de staart. De staart is relatief veel langer dan bij de volwassen exemplaren en meet twee tot 2,5 keer de kopromplengte.

## Verspreidingsgebied en habitat

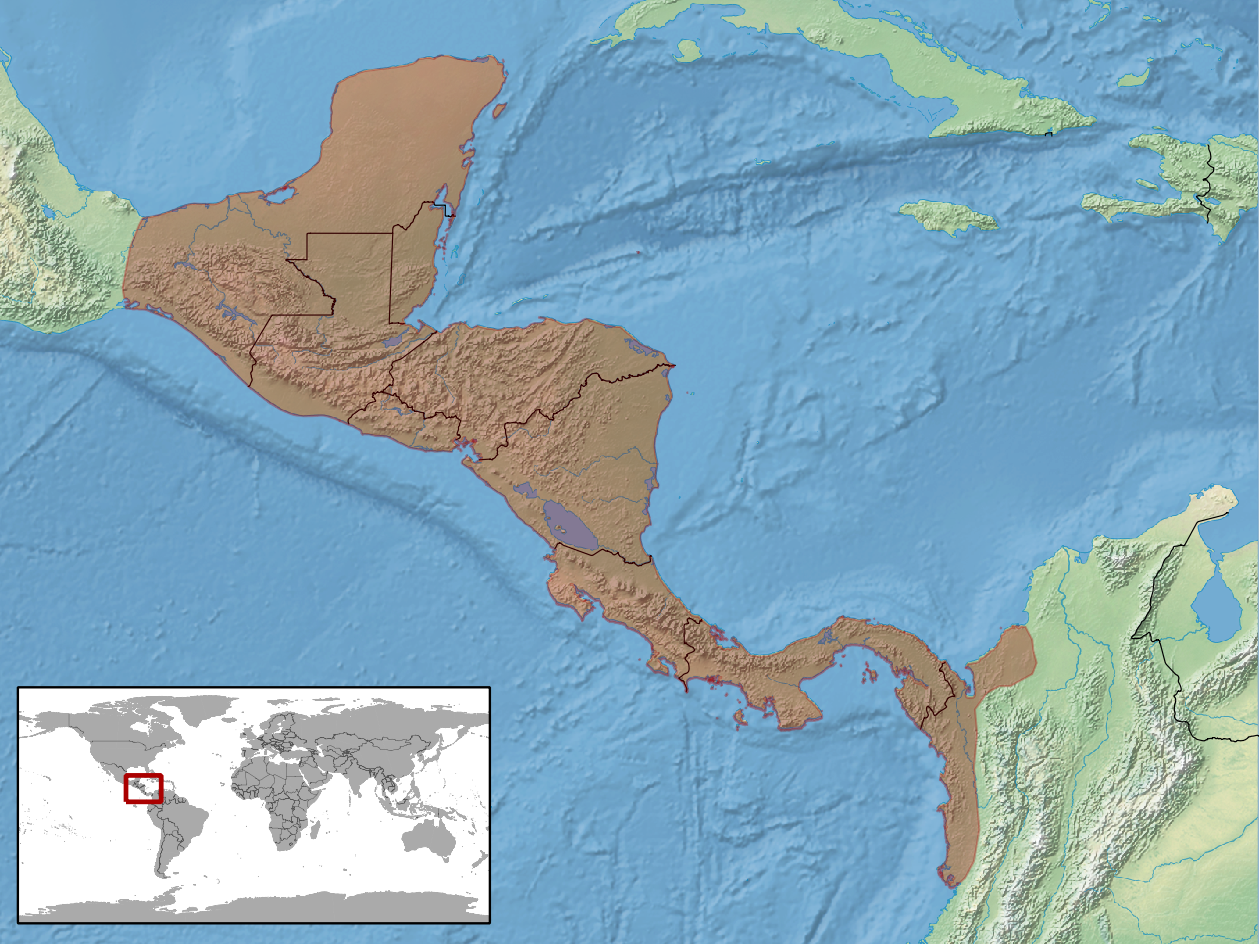
Leefgebied

De leguaan komt voor in Belize, Costa Rica, El Salvador, Guatemala, Honduras, Mexico, Nicaragua en Panama. De leguaan is daarnaast geïntroduceerd in Venezuela en de Verenigde Staten in de staat Florida.
De habitat bestaat uit droge en vochtige tropische en subtropische bossen, droge en vochtige savannen, graslanden en scrubland.
De witzwarte grondleguaan houdt van laaglanden in kuststreken met droge en warme klimaten. Vaak is de leguaan te vinden in rotsachtige of zandige streken met weinig vegetatie en een dorre bodem. Overdag zont het dier op stenen en rotsen en voor de rust wordt vaak een hol opgezocht dat echter niet zelf wordt gegraven; er worden holen van andere dieren gebruikt zoals konijnen en gravende schildpadden.

## Beschermingsstatus
Door de internationale natuurbeschermingsorganisatie IUCN is de beschermingsstatus 'veilig' toegewezen (Least Concern of LC).